# Ronabea emetica
Ronabea emetica là một loài thực vật có hoa trong họ Thiến thảo. Loài này được (L.f.) A.Rich. miêu tả khoa học đầu tiên năm 1830.